# Pseudaxine triangula
Pseudaxine triangula är en plattmaskart. Pseudaxine triangula ingår i släktet Pseudaxine och familjen Gastrocotylidae. Inga underarter finns listade i Catalogue of Life.